# Hällesvatten
Hällesvatten är en sjö i Kungälvs kommun i Bohuslän och ingår i Göta älvs huvudavrinningsområde. Hällesvatten ligger i Svartedalen Natura 2000-område. Sjön är 6,5 meter djup, har en yta på 0,015 kvadratkilometer och är belägen 140 meter över havet.